# 柳家我太楼
柳家 我太楼（やなぎや がたろう）は、埼玉県岩槻市（現さいたま市）出身の落語家。
落語協会所属。出囃子は、晒しくずし。

## 経歴
1986年、日本相撲協会 東関部屋所属の床山
1994年、三代目柳家権太楼に入門、前座「柳家太助」
1998年、二ツ目に昇進
2002年、若手落語家セブンユニット『 大江戸台風族 』を結成
2003年、かみいた落語塾を開校
2004年、大江戸台風族「 JUGEM 」で、徳間ジャパンよりCDデビュー。アニメ「 こちら葛飾区亀有公園前派出所 」のエンディング曲になるジュゲム〜こち亀バージョン（両津勘吉（ラサール石井） and 大江戸台風族）を発表。
2007年、四代目隅田川馬石、柳家喬之助、古今亭菊志ん、六代目春風亭柳朝と共に真打昇進、「我太楼」と改名。
2010年、柳家権太楼一門 名演集  ポニーキャニオンよりCD発売  我太楼落語「 ちりとてちん 」
2011年、さいたま市岩槻区「 岩槻人形大使 」に就任
2012年「 笑福絆《キズナ》寄席 」プロジェクトを立ち上げボランティア活動
2015年、長野県須坂市「 須坂応援大使 」に就任
2016年、演芸問屋を設立

## 芸歴
- 1994年10月 - 三代目柳家権太楼に入門、前座　柳家太助
- 1998年11月 - 二ツ目昇進
- 2007年3月 - 真打昇進　柳家我太楼

## 出囃子
- 石段 (1998年 - 2007年）
- 晒しくずし (2007年 - ）

## 出演
- 1999年 - 『 古畑任三郎 』若旦那の犯罪（フジテレビドラマ）